# リチャード・シュヴァイザー
リチャード・シュヴァイザー（Richard Schweizer, 1899年12月23日 - 1965年3月30日）は、スイスの脚本家である。『Marie-Louise』（1944年）でアカデミー脚本賞、『山河遥かなり』（1948年）でアカデミー原案賞を受賞した。また『Kleine Scheidegg』では監督も務めた。

## 主なフィルモグラフィ
- Kleine Scheidegg (1937) 監督・脚本
- Füsilier Wipf (1938) 脚本
- Constable Studer (1939) 脚本
- Gilberte de Courgenay (1942) 脚本
- Marie-Louise (1944) 脚本
- 山河遥かなり The Search (1948) 脚本・原案（クレジット無し）
- Swiss Tour (1949) 脚本
- アルプスの少女ハイジ Heidi (1952) 脚本
- Uli the Tenant (1955) 脚本
- The Cheese Factory in the Hamlet (1958) 脚本

## 受賞とノミネート
| 賞                   | 年   | 部門   | 作品名       | 結果       |
| -------------------- | ---- | ------ | ------------ | ---------- |
| アカデミー賞         | 1945 | 脚本賞 | Marie-Louise | 受賞       |
| アカデミー賞         | 1948 | 脚色賞 | 山河遥かなり | ノミネート |
| アカデミー賞         | 1948 | 原案賞 | 山河遥かなり | 受賞       |
| ゴールデングローブ賞 | 1948 | 脚本賞 | 山河遥かなり | 受賞       |